# Jakub Guz
Jakub Guz (ur. 5 czerwca 1984 w Świdniku) – polski siatkarz, grający na pozycji przyjmującego.
Od początku swojej kariery sportowej gra w ASPS Avii Świdnik. Jego pierwszym trenerem był Mieczysław Rzędzicki. W barwach tej drużyny wywalczył 4. miejsce na Mistrzostwach Polski Juniorów.
Po zakończeniu sezonów halowych bierze również udział w turniejach siatkówki plażowej. Na swoim koncie ma m.in. brązowy medal Mistrzostw Polski w kategorii juniorów.

## Sukcesy klubowe
I liga polska:
- 2007, 2009, 2010, 2016